# Lysandra semicincta
Lysandra semicincta är en fjärilsart som beskrevs av Tutt 1910. Lysandra semicincta ingår i släktet Lysandra och familjen juvelvingar. Inga underarter finns listade i Catalogue of Life.